# Тета2 Стрільця
Тета2 Стрільця — хімічно пекулярна зоря спектрального класу A4, яка має видиму зоряну величину в смузі V приблизно 5,3. Вона  розташована на відстані близько 156,7 світлового року від Сонця.